# Mazurka de Bonis
La Mazurka, op. 26, est une œuvre de la compositrice Mel Bonis, datant de 1896.

## Composition
Mel Bonis compose sa Mazurka pour piano en 1896. L'œuvre, dédiée « à Mme Édouard Guinand », est publiée la même année aux éditions Leduc. L'œuvre est rééditée en 2006 par les éditions Furore.

## Discographie
- L'ange gardien, par Laurent Martin (piano), Ligia Digital LIDI 01033181-07, 2007 (OCLC 884450880)
- Le diamant noir, par Laurent Martin (piano), Ligia Digital, 2016

## Sources
- Étienne Jardin, Mel Bonis (1858-1937) : parcours d'une compositrice de la Belle Époque, 2020 (ISBN 978-2-330-13313-9 et 2-330-13313-8, OCLC 1153996478, lire en ligne)